# Alice non lo sa
Alice non lo sa è il secondo album in studio del cantautore italiano Francesco De Gregori, il primo come solista, pubblicato nel 1973 dalla casa discografica It.

## Descrizione
L'album contiene dodici brani scritti da Francesco De Gregori, eccetto La casa di Hilde scritta insieme al cantautore Edoardo De Angelis.
Pubblicato sulla scia della partecipazione di De Gregori a Un disco per l'estate 1973 con Alice, l'album vendette, al momento dell'uscita, circa seimila copie, non entrando in classifica, mentre il 45 giri Alice/I musicanti ne vendette la metà, secondo quanto dichiarato dallo stesso De Gregori.
La foto in copertina in bianco e nero del giovane Francesco De Gregori è di Giorgio Lo Cascio, mentre la realizzazione grafica e il disegno della "busta" interna dell'album sono di Alvise Sacchi, e rappresenta la Signora Aquilone della canzone omonima contenuta in Theorius Campus e citata anche in Le strade di lei.
Tra i musicisti che suonano nel disco ci sono i cinque componenti del gruppo di rock progressivo dei Blue Morning: Alfredo Minotti, Sandro Ponzoni, Roberto Ciotti, Alvise Sacchi e Maurizio Giammarco (tra l'altro il gruppo, nello stesso periodo, registra il suo album omonimo, prodotto da Antonello Venditti).
La voce del soprano presente nella canzone Le strade di lei è di Edda Dell'Orso.
Sul retro di copertina il nome del chitarrista Luciano Ciccaglioni è riportato con un errore, Ciccaglione: errore che non è mai stato corretto, né nelle successive ristampe in vinile né su quelle su Compact Disc.

## Le canzoni

### Alice
Fu presentata a Un disco per l'estate 1973 e arrivò ultima su 54 concorrenti.

### 1940
Racconta l'entrata in guerra dell'Italia dal punto di vista della madre di De Gregori («Mia madre aspetta l'autobus / nell'estate iniziata da poco...»), che, come ha raccontato il cantautore, nel 1940 aveva ventisei anni e gli ha raccontato che tra gli italiani, oltre a qualche euforia, c'era anche molta preoccupazione.
L'"uomo coi baffi" entrato a Parigi è Hitler, mai chiamato per nome nelle canzoni di De Gregori.

### Le strade di lei
Canzone molto ermetica, parla di una ragazza che è presumibilmente la stessa di Signora Aquilone, contenuta in Theorius Campus, come si deduce dai versi «...e tu stringi intorno ai fianchi/ il tuo filo d'aquilone...».

### Suonatori di flauto
La canzone è stata scritta da De Gregori come regalo per l'amico Giorgio Lo Cascio che era diventato padre di un bambino («...nasceranno bambini vestiti di cielo, suonatori di flauto...»).

### I musicanti
Scritta da De Gregori, il testo della canzone descrive i preparativi di un gruppo di musicisti che si apprestano a esibirsi. Prodotto da Edoardo De Angelis e arrangiato dal duo De Angelis-De Gregori, il brano venne anche pubblicato nell'estate del 1973 dalla casa discografica It, come lato B del singolo Alice.

### La casa di Hilde
(Francesco De Gregori, Francesco De Gregori: un mito, edizioni Lato Side, Roma, 1980)
È stata scritta, per quel che riguarda il testo, con Edoardo De Angelis: la storia narrata, infatti, era accaduta ad Edoardo bambino, quando viveva nelle Dolomiti Venete al confine con l'Austria. Ma il testo riecheggia versi e situazioni di Story of Isaac di Leonard Cohen.

#### Cover
- Incisa dal coautore Edoardo De Angelis da solo. Pubblicata sull'album Il tuo cuore è casa mia (RCA Italiana PL 31243), nel 1977.
- Incisa da Edoardo De Angelis e Lucilla Galeazzi. Pubblicata sugli album Antologia d'autore (Tring S.r.l.) nel 1997; ANTOLOGIA D'AUTORE 2 (D'Autore / Azzurra Music DA1915) nel 2003, riedizione rimasterizzata di Antologia d'autore con l'aggiunta di due brani inediti.
- Incisa da Luca Carboni. Pubblicata sull'album Musiche ribelli nel 2009.
- Incisa da Pop X. Pubblicata sull'album in formato digitale Abete di Pile nel 2011.

### Il ragazzo
Il ritratto di un adolescente.

### Irene
La canzone parla di una ragazza che sta per suicidarsi buttandosi da una finestra al tramonto. Il telefono staccato compare in una canzone sul suicidio di un'altra ragazza: Nancy di Leonard Cohen ("an open telephone"). Irene è la stessa ragazza menzionata nella prima strofa della canzone Alice

### Marianna al bivio
La canzone è piena di riferimenti e citazioni.
- «...la luna che sembrava una patata...» si riferisce alla canzone La casa del pazzo (dall'album Theorius Campus).
- Il verso «...il poeta che suonava il pianoforte...» è riferito al cantautore Antonello Venditti.
- Il verso «...Lilli Greco...» è riferito a Italo Greco, produttore dell'album precedente.
- Il verso «...Suzanne mi dà la mano come prima...» si riferisce alla celebre canzone di Leonard Cohen. Il titolo stesso sembra evocare un'altra canzone di Leonard Cohen, So long, Marianne.

### Saigon
Racconta del Vietnam durante la guerra, ma senza espliciti riferimenti alle violenze del conflitto.

#### Cover
- Incisa da Paola Turci. Pubblicata sull'album Paola Turci (IT) nel 1989.
- Incisa da Ramsàzizz' & Lorenzo Monguzzi. Pubblicata sull'album tributo Con quali occhi... (Un omaggio a Francesco De Gregori) nel 2007, allegato alla rivista musicale "Il Mucchio Extra" N. 24 - Inverno 2007.

## Tracce
Testi e musiche di Francesco De Gregori, eccetto dove diversamente indicato.
Lato A
1. Alice – 3:45
2. 1940 – 4:16
3. Le strade di lei – 4:16
4. Suonatori di flauto – 2:08
5. Buonanotte fratello – 3:54
6. Sono tuo – 2:40

Durata totale: 20:59
Lato B
1. I musicanti – 2:08
2. La casa di Hilde – 4:40 (testo: Francesco De Gregori e Edoardo De Angelis)
3. Il ragazzo – 4:25
4. Irene – 2:12
5. Marianna al bivio – 3:02
6. Saigon – 3:22

Durata totale: 19:49

## Formazione
- Francesco De Gregori – voce
- Maurizio Bigio – chitarra a 12 corde, banjo
- Piero Montanari – basso
- Massimo Buzzi – batteria
- Alessandro Centofanti – pianoforte
- Luciano Ciccaglioni – chitarra acustica
- Aldo Pizzolo – pianoforte
- Massimo Rocci – batteria, tumbe, bonghi
- Mario Scotti – basso
- Jimmy Tamborelli – chitarra acustica, chitarra classica
- Renzo Zenobi – chitarra acustica
- Franco Di Lelio – armonica
- Marcello Feliciani – oboe
- Baba Yaga – cori
- Edda Dell'Orso - voce in: “Le strade di lei”
- Elena Paladino - voce in: “Saigon”
- Blue Morning
  - Roberto Ciotti – chitarra elettrica
  - Maurizio Giammarco – flauto dolce
  - Alfredo Minotti – batteria, piatti
  - Sandro Ponzoni – basso
  - Alvise Sacchi – campanello, campanaccio, berimbau

## Ristampe
Alice non lo sa
- Anno di pubblicazione in origine: 1973.
- Anno di pubblicazione: 1974.
- Etichetta discografica: RCA Italiana
- N. di catalogo: TPL1-1010
- Formato: LP (33rpm Vinyl).

Note:
- Francesco De Gregori cambia casa discografica, passando dalla It alla RCA Italiana. L'album viene ristampato in formato LP nel 1974.
- Caratteristiche tecniche: cambia il numero di catalogo della Casa Discografica e l'anno di pubblicazione. La busta interna che contiene il vinile, in origine riportava la grafica e disegni di Alvise Sacchi, viene sostituita con una busta normale di colore bianco.
- Caratteristiche grafiche: Presenta l'etichetta di colore blu sul vinile. La grafica di copertina rimane identica all'originale. Cambia il numero di etichetta.

Alice non lo sa
- Anno di pubblicazione in origine: 1973.
- Anno di pubblicazione: 1989.
- Etichetta discografica: RCA Italiana
- N. di catalogo: PD 74044.
- Formato: CD (Normal 12 cm Compact Disc).

Note:
- L'album viene stampato per la prima volta in formato CD nel 1989 nella confezione in "slimcase" (custodia in plastica trasparente).
- Caratteristiche tecniche: cambia il numero di catalogo della Casa Discografica e l'anno di pubblicazione.
- Caratteristiche grafiche: cambiano alcuni piccoli particoli della grafica di copertina principale. Mentre il retrocopertina graficamente è diverso dal formato LP: spariscono tutti i dati essenziali per lasciar posto ai soli titoli delle canzoni.

Alice non lo sa
- Anno di pubblicazione in origine: 1973.
- Anno di pubblicazione: 2000.
- Etichetta discografica: RCA / BMG Ariola
- N. di catalogo: 74321 765062.
- Formato: CD "Gold" (Normal 12 cm Compact Disc).

Note:
- Tra il 2000 e 2002 la Bmg / Ricordi S.p.A. ha pubblicato quattro album di Francesco De Gregori estrapolati dal catalogo RCA Italiana. Questi album facevano parte della serie “100 Album D'Oro”, e riportavano un bollino rotondo blu con scritta in oro sulla busta in chelophan.
- Gli album sono in formato “digipack” (in cartoncino) e riportano fedelmente la copertina e il retro copertina uguali ai vinili. Sul retrocopertina e nell'interno sono riportate fedelmente le stesse note che compaiono sugli album in formato LP.
- I Compact Discs sono stati rimasterizzati digitalmente. Sul retrocopertina è riportata la dicitura “24 Bit Digital Remastering” (il sistema di rimasterizzazione).
- Ricompare la dicitura della label “RCA Italiana” che era riportata solo sui vinili. Nelle precedenti ristampe in cd, (in formato “slimcase”) era scomparsa e cambiata con il marchio “RCA Records Label”.